# Cabra de carrasca
La cabra de carrasca (Lactarius mairei), també anomenada esclata-sang pelut, esclata-sang bord, esclata-sang de llet i lleterol de Maire, és una espècie de bolet pertanyent a la família de les russulàcies (Russulaceae). Si se'n fereix la carn deixa escolar llet de color blanc (és una lleterola), té el marge del barret amb pèls abundants (és una lleterola del grup de les cabres) i creix vora espècies del gènere Quercus, sovint carrasca (Quercus rotundifolia).

## Taxonomia
Espècie descrita per Georges Malençon l'any 1939 utilitzant material provinent d'un bosc de roure de fulla petita (Quercus faginea) de l'Atles marroquí.

## Iconografia
Malençon G. 1939. Champignons rare ou nouveaux du Maroc français. T. Lv. Pl. I.
Marchand A. 1980. Champignons du Nord et du Midi 6: 510
Bolets de Catalunya (1994): Vol. XIII , Làm. 619.

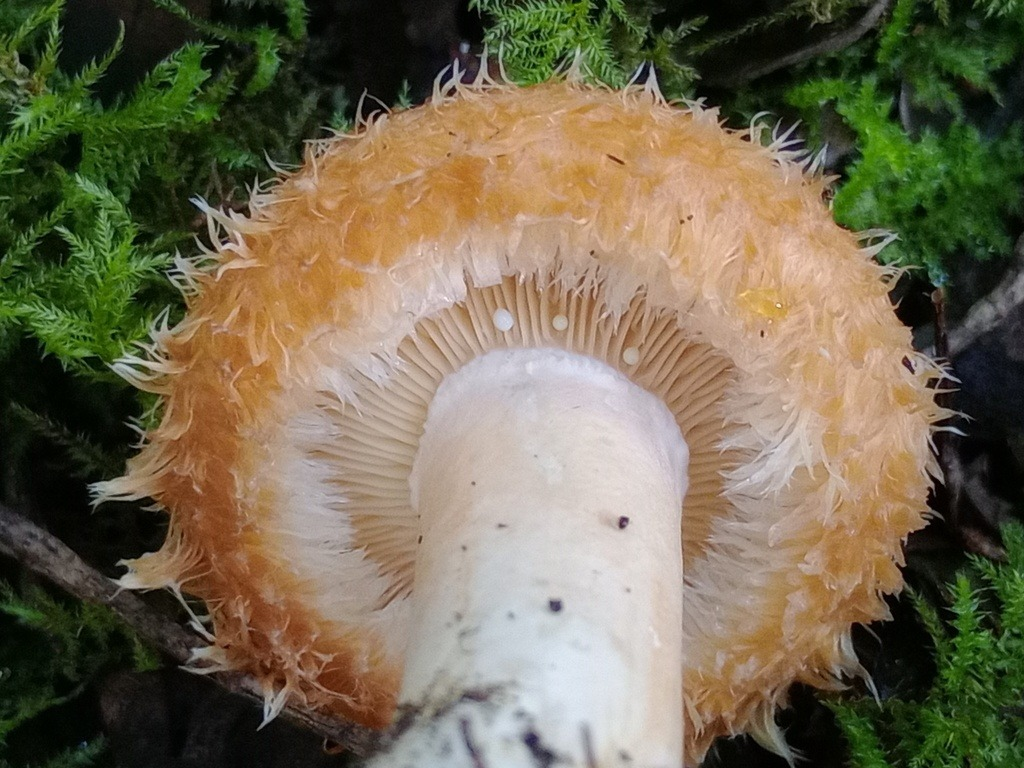
Revers de la cabra de carrasca (Lactarius mairei). Imatge: Maricel Patino.

## Descripció
Barret de 25-120 mm, de convex a estès amb el centre deprimit, de crema brunenc pàl·lid a bru groguenc, sense tons rosats; superfície de seca a lleugerament viscosa, quelcom zonada; marge estrigós (observeu el marge a contrallum).
Làmines atapeïdes; del color del barret; d'amplament adnates a lleugerament decurrents, un poc forcades forcades.
Cama variable, de cilíndrica a inflada o aprimada cap el peu; de 15-40 x 6-15 mm, sovint del diàmetre del barret; superfície llisa, seca; cremosa.
Carn més aviat tova, en exemplars més vells buit a la tija; olor fragant de pelargoni, afruitat o com L. quietus; latex suau al principi, aviat acre a molt acre, blanc, immutable.
Espores són de color crema clar en massa, de subgloboses a el·lipsoidals, de 6-9 x 5,5-7 μm.

## Hàbitat
Des de l’estiu a la tardor; en sòls calcaris; des de l’estatge submontà de la muntanya mitjana fins a la terra baixa i la muntanya mediterrània; en boscos termòfils de planifolis; vora alzina, carrasca, garric, roure (de fulla petita, molt més rarament roure pènol o de fulla gran) i faig, algun cop acompanyats de pins (pinassa, pi blanc).

## Distribució geogràfica
D'ocasional a comú. Ocasional al Principat, freqüent a les illes Gimnèsies, sobretot a la regió mediterrània, si bé creix també a l'estatge montà.

## Espècies semblants
Es confon amb la cabra d'estepa (L. tesquorum), però els diferencia l’hàbitat i que aquest presenta tons rosats a diferencia de la cabra de carrasca (L. mairei) que és de color bru groguenc. La cabra de beç (L. torminosus) és de tonalitats encara més rosades, micorrízica de bedoll i sovint de mida més gran.

## Comestibilitat
No es comestible